# أولريكه ريشتر
أولريكه ريشتر (Ulrike Richter) هي لاعبة أولمبية لرياضة السباحة من ألمانيا الشرقية. شاركت في الأولمبياد الصيفي في 1976، وفازت بما مجموعه 3 ميداليات.

## الميداليات
| ذهب | فضة | برونز | المجموع |
| 3   | 0   | 0     | 3       |

## روابط خارجية
- أولريكه ريشتر على موقع الاتحاد الدولي للسباحة (الإنجليزية)
- أولريكه ريشتر على موقع SwimRankings.net (الإنجليزية)
- أولريكه ريشتر على موقع قاعة مشاهير السباحة العالمية (الإنجليزية)
- أولريكه ريشتر على موقع اللجنة الأولمبية الدولية (الإنجليزية)
- أولريكه ريشتر على موقع أوليمبيديا (الإنجليزية)